# Populus schneideri
Populus schneideri är en videväxtart som först beskrevs av Alfred Rehder, och fick sitt nu gällande namn av N. Chao. Populus schneideri ingår i släktet popplar, och familjen videväxter. Inga underarter finns listade i Catalogue of Life.